# Edelweiss (trein)
De Edelweiss was een internationale luxetrein voor de verbinding tussen Nederland en Zwitserland en is vernoemd naar de bekende alpenbloem Edelweiss.

## Geschiedenis
In 1863 ontstonden de eerste plannen voor een doorgaande treinverbinding van Rotterdam naar Bazel via Luxemburg. De trein zou van Rotterdam naar Eindhoven en dan via Hasselt, Luik en Troisvierges, Luxemburg bereiken. De onderhandelingen met de betrokken spoorwegmaatschappijen waren vergevorderd toen in 1870 de Frans-Duitse Oorlog uitbrak en het plan in de ijskast verdween.
Aan het eind van de negentiende eeuw pakte de inmiddels opgerichte Compagnie Internationale des Wagons-Lits (CIWL) de draad weer op en realiseerde de nachttreinen Amsterdam-Engadine Express en de Ostende-Suisse Express. Deze treinen reden via Brussel in plaats van Luik naar Luxemburg waarmee ook de latere route van de Edelweiss bepaald werd. Na de Eerste Wereldoorlog werd het treinverkeer herverdeeld tussen MITROPA en CIWL. MITROPA besloot in 1927 tot het in dienst nemen van de luxe dagtrein Rheingold voor het reizigersverkeer tussen Nederland en Zwitserland via Duitsland, waarop CIWL besloot tot een concurrerende trein via Frankrijk, de Edelweiss.

## CIWL
Op 15 juni 1928, één maand na de Rheingold, kwam de Edelweiss van CIWL in dienst via de route door Frankrijk, niet als nachttrein maar ook als luxe dagtrein. In 1928 was het vertrek uit Amsterdam om 6:50 uur, ten behoeve van toeristen werd dit verlaat tot 9:29 uur. In de winter van 1928/1929 werd het traject ingekort tot Antwerpen om de Rheingold beter te beconcurreren. De Rheingold profiteerde van de directe aansluiting op de boot tussen Hoek van Holland en Harwich en CIWL creëerde een vergelijkbare situatie in Antwerpen zodat een deel van de Britse toeristen door CIWL vervoerd konden worden. Reizigers tussen Amsterdam en Antwerpen moesten gebruikmaken van de Étoile du Nord en in Antwerpen overstappen. In 1929 werd de route aan de zuidkant verlengd tot Zürich, in oktober 1932 werd aan de noordkant weer tot Den Haag gereden en vanaf 1933 weer tot Amsterdam. In 1939 kwam door het uitbreken van de Tweede Wereldoorlog een voorlopig einde aan de treindienst.

### Rollend materieel
De trein, L57/56, bestond in de winter van 1932 uit twee bagagewagens en daartussen één 1e klas Pullmanrijtuig met keuken twee 2e klas Pullmanrijtuigen zonder keuken. Deze rijtuigen behoorden tot de serie 4051-4080 die tussen oktober 1926 en februari 1927 in Leeds werden gebouwd en vervolgens verscheept naar het vasteland.

### Route en dienstregeling 1933
Het traject was Amsterdam - Rotterdam - Antwerpen - Brussel - Luxemburg - Straatsburg - Bazel -
Luzern, met een vertakking naar Zürich en een enkel doorgaand rijtuig naar Milaan.
| AZ ↓  | AL ↓  | land        | station        | km  | LA ↑  | ZA ↑  |
| ----- | ----- | ----------- | -------------- | --- | ----- | ----- |
| 07:23 | 07:23 | Nederland   | Amsterdam CS   | 0   | 22:07 | 22:07 |
| 08:16 | 08:16 | Nederland   | Den Haag HS    | 66  | 21:10 | 21:10 |
| 08:44 | 08:44 | Nederland   | Rotterdam DP   | 99  | 20:41 | 20:41 |
| 10:04 | 10:04 | België      | Antwerpen Oost | 187 | 18:17 | 18:17 |
| 10:49 | 10:49 | België      | {Brussel Noord | 225 | 17:31 | 17:31 |
| 11:47 | 11:47 | België      | {Namur         | 293 | 16:33 | 16:33 |
| 14:12 | 14:12 | Luxemburg   | Luxembourg     | 458 | 14:09 | 14:09 |
| 15:09 | 15:09 | Frankrijk   | Metz Ville     | 521 | 13:10 | 13:10 |
| 16:55 | 16:55 | Frankrijk   | Strasbourg     | 680 | 11:15 | 11:15 |
| 18:13 | 18:13 | Frankrijk   | Mulhouse       | 786 | 10:00 | 10:00 |
| 18:38 | 18:38 | Zwitserland | Basel SBB      | 820 | 09:32 | 09:32 |
| 20:28 | ↓     | Zwitserland | Zürich HB      | 909 | ↑     | 07:47 |
|       | 20:23 | Zwitserland | Luzern         | 916 | 07:50 |       |

Na de Tweede Wereldoorlog reed de Edelweiss met één 2e klas Pullmanrijtuig, één restauratierijtuig en één 1e klas Pullmanrijtuig tussen Brussel en Bazel, met de treinnummers 30 en 31. Het 1e klas rijtuig werd tussen Brussel en Amsterdam aan een gewone trein gekoppeld zodat ook de verbinding met Nederland weer tot stand kwam. In de jaren 50 van de 20e eeuw werden RGP-treinstellen van de SNCF ingezet tussen Brussel en Zürich.

## Trans Europ Express
In 1957 was de Edelweiss een van de treinen waarmee het Trans Europ Express net van start ging.
De TEE Edelweiss vormde de spoorverbinding tussen de diverse Europese instellingen in Brussel, Luxemburg en Straatsburg en met vijf verschillende landen op de route was de Edelweiss de internationaalste TEE van allemaal. De TEE Edelweiss startte op 2 juni 1957 met de Zwitserse aanduiding ZA en treinnummer TEE 30 voor de trein noordwaarts. Zuidwaarts werd treinnummer TEE 31 gebruikt en in Zwitserland AZ. Op 26 mei 1963 werd in Zwitserland de aanduiding ZA vervangen door TEE 75 en AZ door TEE 76. Vanaf 28 mei 1967 reed de trein op het hele traject met de nummers TEE 30 en TEE 31. Op 23 mei 1971 werd de Europese treinnummering ingevoerd en kreeg de TEE Edelweiss zuidwaarts nummer TEE 91 en noordwaarts nummer TEE 90.

### Rollend materieel
Vanaf 2 juni 1957 tot 28 mei 1974 is de dienst verzorgd door RAm TEE / DE4 treinstellen. Af en toe sprong ook een RAe TEE II in. Vanaf 28 mei 1974 tot 30 mei 1981 werd gereden met de RAe TEE II-treinstellen van SBB

### Route en dienstregeling
De route in 1957 was gelijk aan die van voor de Tweede Wereldoorlog. De enige wijziging tot 1974 was de extra stop in Leopoldswijk, waar de Europese instellingen gevestigd zijn, die op 30 mei 1965 is toegevoegd.
| TEE 91 ↓ | land        | station              | km  | TEE 90 ↑ |
| -------- | ----------- | -------------------- | --- | -------- |
| 10:17    | Nederland   | Amsterdam CS         | 0   | 21:30    |
| 10:56    | Nederland   | Den Haag HS          | 63  | 20:48    |
| 11:13    | Nederland   | Rotterdam CS         | 86  | 20:31    |
| 11:50    | Nederland   | Roosendaal           | 144 | 19:53    |
| 12:13    | België      | Antwerpen Oost       | 183 | 19:30    |
| 12:47    | België      | Brussel Noord        | 227 | 18:57    |
| 12:56    | België      | Brussel Leopoldswijk | 234 | 18:49    |
| 13:28    | België      | Namur                | 289 | 18:15    |
| 14:54    | België      | Arlon                | 427 | 16:50    |
| 15:15    | Luxemburg   | Luxembourg           | 454 | 16:29    |
| 15:39    | Frankrijk   | Thionville           | 487 | 16:02    |
| 16:00    | Frankrijk   | Metz Ville           | 517 | 15:42    |
| 17:22    | Frankrijk   | Strasbourg           | 680 | 14:20    |
| 18:19    | Frankrijk   | Mulhouse             | 782 | 13:21    |
| 18:42    | Zwitserland | Basel SBB            | 816 | 13:00    |
| 19:49    | Zwitserland | Zürich HB            | 905 | 11:47    |

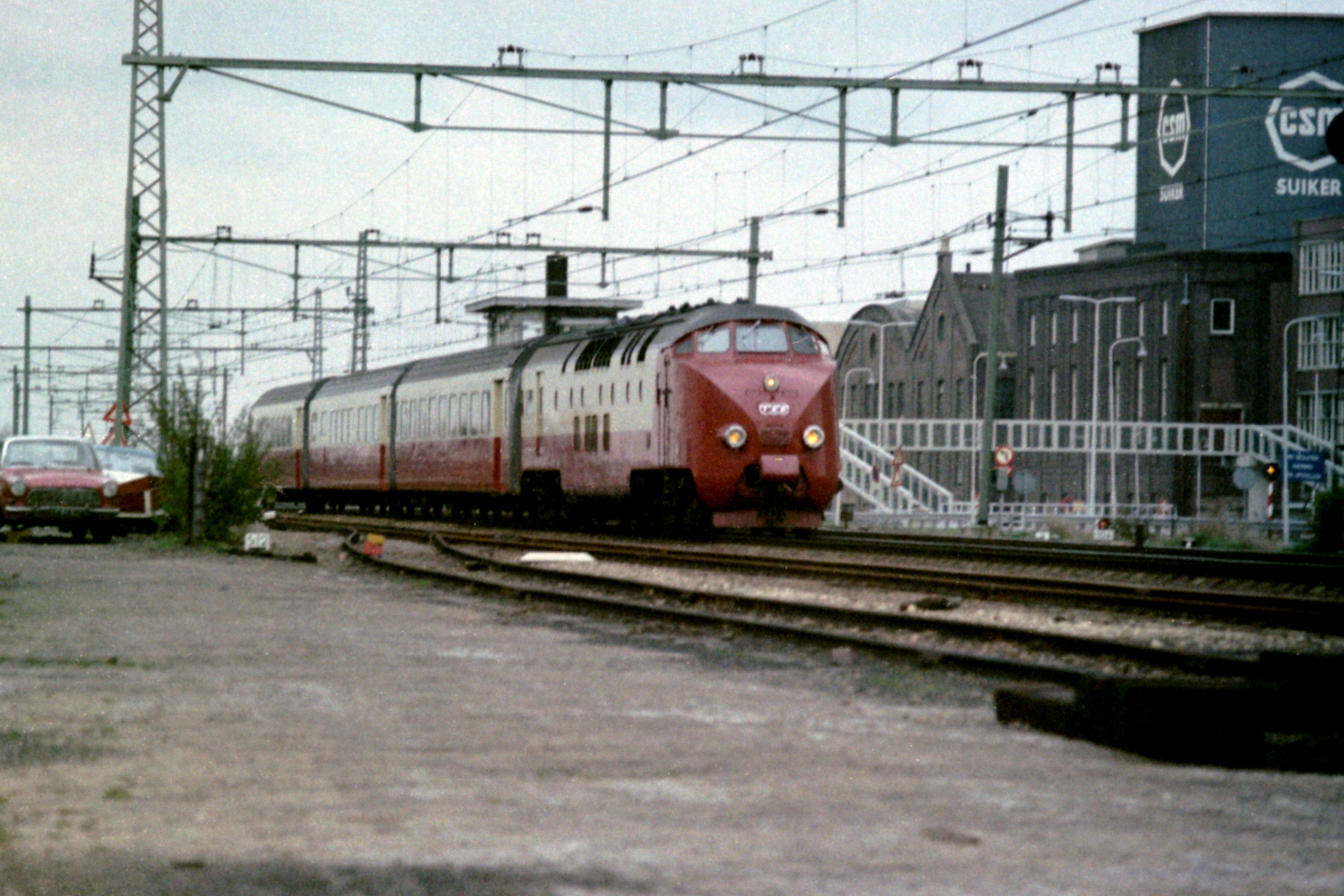
TEE treinstel te Halfweg

Op 28 mei 1974 is het traject ingekort met Brussel Zuid als nieuw noordelijk eindpunt, waarmee het traject Amsterdam - Brussel verviel. Om de capaciteit te vergroten is toen ook de TEE Iris in dienst gekomen die met een spiegelbeeldige dienstregeling reed. De nummering van de beide treinen werd toen doorlopend van 90 tot en met 93, waarbij de Edelweiss uit Zürich TEE 90 kreeg en uit Brussel TEE 93. De Edelweiss werd niet opgenomen in het EuroCity-net, maar voortgezet als internationale trein int 295,296. Op 29 mei 1999 reed de Edelweiss voor het laatst. Voor het trajectdeel Brussel - Straatsburg is toen de Jean Monnet in gebruik genomen.